# Pichororé
 Pichororé é um pássaro da família Furnariidae, que pode ser encontrado no Brasil.

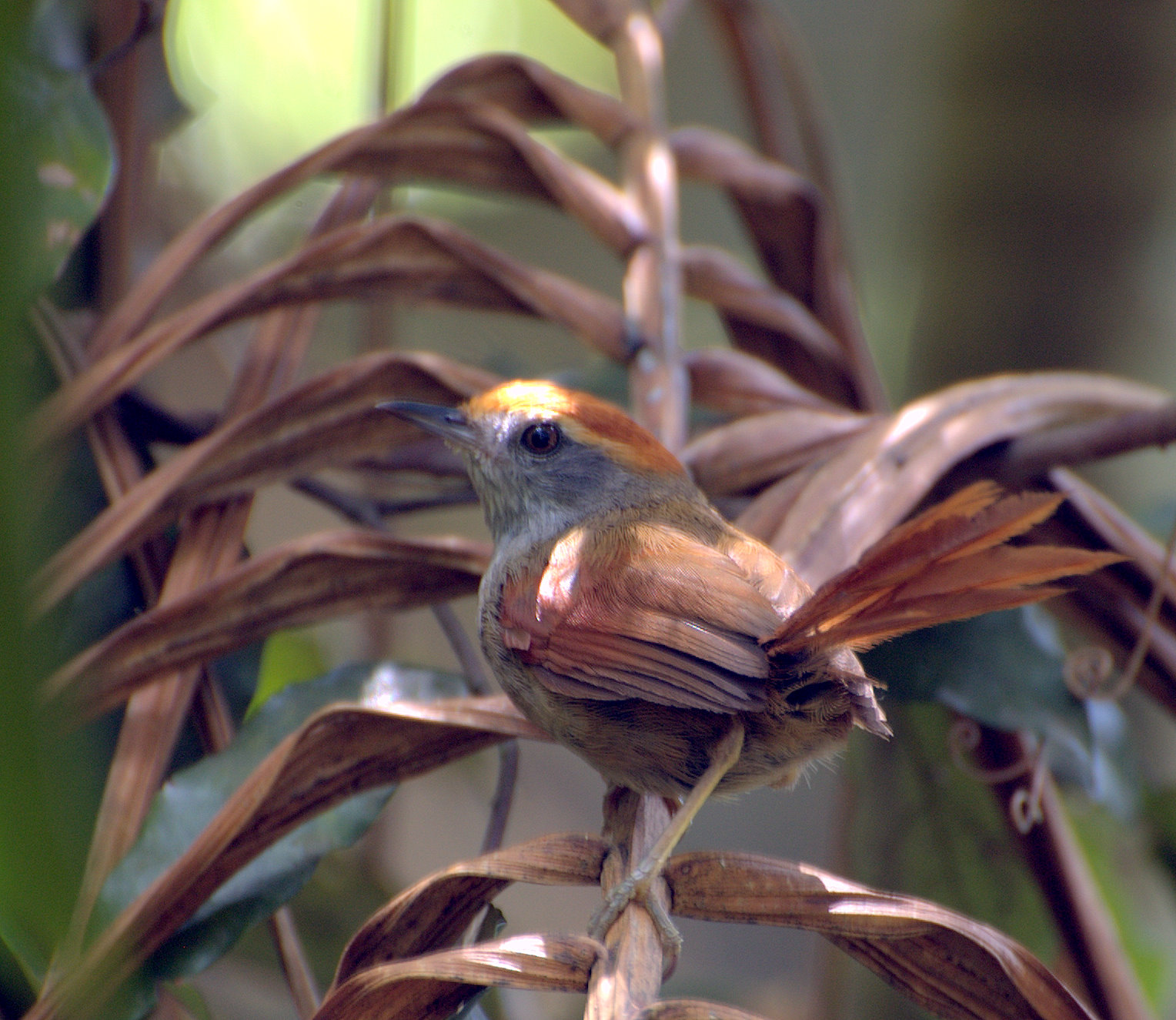
Pichororé